# Zapadna Dvina
Zapadna Dvina (bje. Заходняя Дзвіна/Zahodnjaja Dzvina, lat. Daugava, latg. Daugova, liv. Vēna, rus. Западная Двина, nje. Düna, polj. Dźwina) je rijeka u Europi koja prolazi kroz Bjelorusiju, Latviju i Rusiju. Izvire na Valdajskoj uzvisini, u Andreapoljskom rajonu. Ulijeva se u Baltičko more u Riški zaljev. Kanalom je preko Berezine povezana s Dnjeprom i dalje s Crnim morem. Na rijeci postoje tri hidroelektrane. To su Rīgas HES, Ķegums HPP i Pļaviņas HPP.
Od 1021 km rijeke, 334 je kroz Rusiju (Tverska oblast), 352 km je kroz Latviju, 335 km je kroz Bjelorusiju (Vitebska oblast). Srednji nagib je 0,12 ‰. 
Zapadna Dvina ulijeva se u Riški zaljev. Tvori erozijsku deltu kod bivšega otoka Maingalsala, danas poluotoka, jer je ušće drugog rukavca bilo nasuto 1567. godine.

## Vanjske poveznice
- COPE's lapa. Makšķerēšana un ūdenstūrisms (Fishing and rafting) Daugavas apraksts (lat.)
- IVETA  Arhivirana inačica izvorne stranice od 24. travnja 2009. (Wayback Machine) Galveno laivu pārvilkšanas ceļu apraksts vikingu laikos (lat.)
- http://www.skitalets.ru/books/100mar/zapad_dvina.htm  Arhivirana inačica izvorne stranice od 4. travnja 2016. (Wayback Machine) (rus.)
- http://slovari.yandex.ru/dict/bse/article/00027/04200.htm  Arhivirana inačica izvorne stranice od 25. listopada 2007. (Wayback Machine) (rus.)
- http://bse.sci-lib.com/article043270.html
- Velika sovjetska enciklopedija  Arhivirana inačica izvorne stranice od 25. listopada 2007. (Wayback Machine) Zapadna Dvina  (rus.)
- "Rječnik suvremenih zemljopisnih naziva"[neaktivna poveznica] Zapadna Dvina (rus.)

### Drugi projekti
|  | Zajednički poslužitelj ima još gradiva o temi Zapadna Dvina |